# Belagerung von Bergen op Zoom (1622)
Westeuropa

Oosterweel – Dahlen – Heiligerlee – Jemgum – Jodoigne – Le Quesnoy – Brielle – Mons – Goes – 1. Mechelen – Naarden – Middelburg – Haarlem – Alkmaar – Geertruidenberg – Leiden – Delft – Valkenburg – Mooker Heide – Schoonhoven – Zierikzee – 1. Antwerpen – Gembloux – Rijmenam – 1. Deventer – Borgerhout – 1. Maastricht – 2. Mechelen – 1. Steenwijk – Kollum – 1. Breda – Noordhorn – Niezijl – Lochem – Lier – Eindhoven – Steenbergen – Ghent – Aalst – 2. Antwerpen – IJsseloord – Empel – Boksum – 1. Grave – 1. Venlo – Axel – Neuss – 1. Rheinberg – Zutphen – 1. Sluis – 1. Bergen-op-Zoom – 2. Geertruidenberg – 2. Breda – 2. Zutphen – 2. Deventer – Delfzijl – Knodsenburg – 1. Hulst – Nijmegen – Rouen – Caudebec – 2. Steenwijk – 1. Coevorden – 3. Geertruidenberg – 2. Coevorden – Groningen – Huy – 1. Groenlo – Lippe – Calais – 2. Hulst – Turnhout – 2. Rheinberg – 1. Moers – 2. Groenlo – Bredevoort – Enschede – Ootmarsum – 1. Oldenzaal – 1. Lingen – 1. Schenckenschans – Zaltbommel – Rees – San Andreas – Nieuwpoort – 3. Rheinberg – Ostende – 1. 's-Hertogenbosch – 2. Grave – Hoogstraten – 3. Sluis
Zwölfjähriger Friede

2. Lingen – 3. Groenlo – Aachen – Jülich – 2. Bergen op Zoom – Fleurus – 3. Breda – 2. Oldenzaal – 4. Groenlo – 2. 's-Hertogenbosch – Slaak – 2. Maastricht – Leuven – 2. Schenkenschans – 4. Breda – 2. Venlo – Kallo – 3. Hulst
Europäische Gewässer

Vlissingen – Borsele – Haarlemmermeer – Zuiderzee – Schelde – Lillo – Ponta Delgada – Bayona Islands – Golf von Almería – 1. Cadiz – Azoren – Straße von Dover – 2. Sluis – 1. Kap St. Vincent – 1. Gibraltar – 2. Gibraltar – 2. Cadiz – Lizard Point – Dünkirchen – Calais – Downs – 2. Kap St. Vincent – 2. St. Martin
Amerika

Bahia – Matanzas – St. Martin – San Juan – Abrolhos – Pernambuco – Südchile
Ostindien

Playa Honda – 1. San Salvador – 2. San Salvador – La Naval de Manila – Puerto de Cavite
Die Belagerung von Bergen op Zoom waren Kampfhandlungen während des Achtzigjährigen Krieges. Nach dem Ende des Zwölfjährigen Waffenstillstands plante Prinz Moritz von Oranien mit englischer Hilfe einen Angriff gegen die in südlichen Niederlanden regierenden Spanier, diese hatten mit General Spinola ein Hauptquartier in Brüssel. In Deutschland tobte zu jener Zeit der Dreißigjährige Krieg. Prinz Moritz plante eine große Operation zur See. Dazu sollte Prinz Friedrich Heinrich als Ablenkungsmanöver in Brabant einen Feldzug durchführen. Während die Niederländer die Gegend verheerten, wollten die Spanier die an der östlichen Scheldemündung gelegene Festung Bergen op Zoom einnehmen. Das Geusenlied Merck toch hoe sterk hat die Belagerung als Thema.

## Vorgeschichte
Am 12. Mai 1622 erschienen die Truppen des Prinzen Friedrich Heinrich vor der Stadt Herentals, die Annäherung wurde aber bemerkt und die Stadt war vorbereitet. So wurde sie nach einem kurzen Gefecht eingeschlossen. Ferner kam es bei der Überquerung der Diemer zu einem kleinen Gefecht. Das nahe gelegene Schloss Hacht kapitulierte.
Die Infanterie wurde in drei Kolonnen geteilt: eine unter Prinz Friedrich Heinrich zog Richtung Löwen, eine unter Freiherr Putlitz Richtung Brüssel und eine unter Oberst Marquet gegen Mechelen. Die Kavallerie streifte und plünderte die Umgegend bis Nivelles. Die Bewohner von Löwen und Mechelen öffneten jedoch die Deiche und stoppten so den Vormarsch.
Prinz Friedrich Heinrich ließ die Beute auf 400 Wagen laden und brachte diese samt Geiseln zu den Schiffen, wo Prinz Moritz auf ihn wartete. Anschließend wurde ’s-Hertogenbosch belagert und Gesandtschaften bis nach Düsseldorf entsandt, die Kontributionen forderten und vor Zusammenarbeit mit den Spaniern warnten.
Als Gegenmaßnahme befahl Spinola seiner Flotte unter Heinrich von Berg und Truppen unter Luis de Velasco y Velasco, dessen Truppen vor Sluis lagen, die Stadt Steenbergen zu besetzen. Nach einer kurzen Kanonade kapitulierte die dortige Besatzung, die Truppen erreichten am 18. Juli Bergen op Zoom und schlossen die Stadt ein.

## Die Belagerung
Bergen op Zoom war eine gut gesicherte Stadt. Die Befestigungen war auf dem aktuellen Stand und ein Stichkanal von der Schelde sorgte für eine gute Wasserversorgung. Spinola persönlich bezog sein Hauptquartier auf dem nahegelegenen Kaninchenberg. Auf dem Kaderenberg lagerten italienische Söldner unter Luis de Velasco y Velasco (später Gonzalo Fernández de Córdoba). Louis de la Kethulle (1565–1631), der Gouverneur von Bergen op Zoom, musste sich zunächst hauptsächlich auf die Bürgerwehr stützen.
Ein erster Angriff erfolgte von Norden, wo im zweiten Sturm ein halbmondförmiges Werk erobert werden konnte, aber wenige Tage später musste es wieder geräumt werden. Daraufhin begann der Minenkrieg.
Am 18. Juni gelang den Belagerten ein nächtlicher Ausfall. Am 21. und 22. Juni kam dann die lang erwartete Verstärkung. Die Regimenter Lockern, Famar sowie Schotten unter dem schottischen Oberst Robert Henderson erreichten die Stadt. Damit verfügte Kethulle jetzt über 5.000 Kämpfer. Mit den Kriegern kamen auch Ingenieure, die helfen sollten, den Minenkrieg zu gewinnen. Am 6. August erfolgte ein Angriff auf das Lager des Prinzen Moritz durch Truppen des Heinrich von Berg. Der Angriff wurde abgeschlagen, aber der Herzog von Sachsen-Weimar geriet verwundet in Gefangenschaft.
Am 11. August wurde ein Ausfall blutig abgewehrt. Man baute sodann ein neuer Werk, das von den Spaniern in der Nacht zum 15. August berannt wurde. Dort leisteten die Schotten mit ihrem Oberst Henderson tapfer Widerstand. Über 100 Mann auf beiden Seiten fielen, der Oberst wurde verwundet nach Den Haag gebracht, wo er verstarb. Ein Waffenstillstand zum Begraben der Toten wurde sogleich wieder gebrochen.
Inzwischen brachten Schiffe weitere Verstärkung für die Verteidiger, darunter einige Schweizer. Am 20. August versuchte die Spanier Abends erneut, die Schanze auf der Nordseite zu nehmen. Dieses Mal wehrten die Schweizer den Angriff ab. Am 21. August kam wieder Verstärkung, im Feuer der feindlichen Artillerie fielen zwei Fahnenträger, am 24. August kamen noch zwei Kornettreiter mit Schiffen. Aber die Belagerer hatten die Zeit genutzt und die Stadt völlig eingeschlossen. Dennoch gelang es dem Landgraf von Hessen und Wilhelm von Nassau nochmals sieben Fähnlein mit deutschen Landsknechten in die Stadt zu
bringen. Die Anzahl der Verteidiger wuchs damit auf 10.000 Mann.
Aber auch Spinola hatte Verstärkung erhalten und versuchte am 29. August, die Gräben an der Nordseite mit Faschinen zu füllen. Den Verteidigern gelang es aber, diese in Brand zu setzen und die Spanier zurückzuschlagen. Am selben Tag erreichte der spanische Oberst Broscado mit 22 Kompanien die Belagerer. Sie setzten gleich zum Sturm auf die Nordseite an, wo sie aber vom Oberst Famar blutig zurückgeschlagen wurden. Es fielen über 300 Mann, darunter der portugiesische Oberst Don Inigo (dessen Leichnam musste für 500 Pfund ausgelöst werden) und auf holländischer Seite der Hauptmann Hans von dem Busch. Am 2. September kam er wieder zu Gefechten an der Nordseite.
Gonzalo Fernández de Córdoba, Befehlshaber der Armee von Flandern, sollte das Heranrücken der Armee unter Peter Ernst II. von Mansfeld und Christian von Braunschweig aufhalten. Zunächst hieß es, die Spanier hätten gesiegt, aber am 29. August hatten die Protestanten bei Fleurus die Spanischen Linien durchbrechen können. Am 3. September erreichte die Nachricht auch die Belagerer, die Belagerten feuerten Freudenschüsse und machten einen kleinen Ausfall. Aber schon am nächsten Tag griffen die Belagerer wieder an. Das nördliche Werk wurde kurz erobert, ging aber wieder verloren. Am 8. September erreichte Córdoba mit 57 Fähnlein Infanterie und Kavallerie Bergen op Zoom. Sogleich begann er damit, Schanzen aufzuwerfen, um die Schelde besser kontrollieren zu können. Am 10. September erfolgte wieder ein Ausfall, dabei konnte wieder viel Belagerungsgerät verbrannt werden. In der Nacht vom 11. auf den 12. September kam es zu heftigem Artilleriefeuer, auch in der Nacht vom 13. auf den 14. erfolgte heftiger Beschuss, der viele Gebäude beschädigte. Am 15. September machten die Belagerten unter dem Engländer Karl Morgan wieder einen Ausfall, der aber nichts einbrachte. Dafür sprengten die Spanier am 16. September eine Mine an der Nordseite, aber der entstandene Trichter brachte ihnen keinen Vorteil.
Am 17. September erschien ein Trompeter. Diese überbrachte das Angebot Spinolas, die Stadt von Alten, Frauen und Kindern zu evakuieren, bevor er die Stadt erobern würde. Die Belagerten wiesen das Angebot zurück, in der Erwartung, dass das Entsatzheer bald kommen würde. Zunächst ging der Minenkrieg aber weiter, ohne dass eine Seite einen Vorteil erringen konnte. Den Spaniern war es inzwischen gelungen, einen Gang bis unter das Werk an der Nordseite zu bringen, doch die Verteidiger hatten eine Falle vorbereitet. Oberst Morgan veranlasste eine Explosion; die Angreifer dachten an ein Unglück und begannen einen Sturm. 150 Musketiere erwarteten sie aber bereits und der Gegenangriff trieb die Spanier zu den eigenen Verschanzungen zurück. Die Angreifer zogen sich schnell zurück, verfolgt von einer großen Zahl wütender Belagerer. Sie glaubten an einen Erfolg, als es ihnen gelang in das umkämpfte und nun verlassene Werk an der Nordseite einzudringen. Nun ließ Oberst Morgen die spanische Mine explodieren, die die Angreifer allesamt vernichtete. Am 20. September erfolgte wieder ein Beschuss der Stadt, da die Nachricht kam, dass Oberst Isendyk einen erfolgreichen Vorstoß bis Gent unternommen hatte und viel Beute nach Hause brachte. Am 25., 26. und 27. September wurden wieder Minen gesprengt, wieder ohne Erfolg. Am 28. September ließ Oberst Karl Morgan Hüte auf Stangen an der Nordseite zeigen. Als die Spanier angriffen, um die vermeintliche Besatzung zu ergreifen, wurden sie mit Musketenfeuer empfangen und mussten sich zurückziehen. Die Belagerten konnten Morgens am 29. September in der Nähe des italienischen Lagers eine Mine zur Explosion bringen. Beim nachfolgenden Angriff wurden einige wallonische Offiziere getötet. Am Nachmittag wollte man die Sache wiederholen und sprengte eine weitere Mine. Dieses Mal waren die Italiener vorbereitet und etliche Angreifer wurde getötet. Am 30. September erreichte die Nachricht von der Vereinigung der Truppen Mannsfelds und des Prinzen Moritz die Belagerten.
Spinola befahl daher Heinrich vom Berg, von seiner Stellung am Rhein mit 1.200 Mann gegen Friesland zu ziehen, um so die Aufmerksamkeit des Prinzen dorthin zu lenken. Aber die Friesen besiegten die Spanier und jagten sie zurück. Ein neuer Plan sah vor, mit nun 12.000 Mann von Kleve über Nimwegen gegen Prinz Moritz vorzugehen. Dazu sollten Truppen des Grafen Anhalt, des Herzogs von Sachsen-Lauenburg und des Herzogs von Holstein stoßen. Außerdem wurde in Brüssel und Antwerpen verbreitet, dass die Festung kurz vor dem Fall stehe. Der Plan war aber zu knapp kalkuliert und unter den Bedingungen des 30-Jährigen Krieges kaum durchführbar. Prinz Moritz sammelte hingegen seine Truppen bei Breda und brachte sie mit Schiffen am 28. September kurz vor Bergen op Zoom an Land. In der Nacht vom 28. auf den 29. September kamen davon 6.000 Mann mit Schiffen in die belagerte Stadt. Außerdem waren Wachen im spanischen Lager bestochen worden, aber Spinola erhielt von der Verschwörung Kenntnis.
Noch bevor der Entsatzangriff begann, ließ er am 2. Oktober um 6 Uhr morgens alle Lager in Brand zu setzen und rückte mit allem Gerät in Richtung Antwerpen ab. In Antwerpen wurden die italienischen Söldner ausbezahlt und entlassen, eine Untersuchung der Verschwörung fand nicht statt. Inzwischen erreichte auch Heinrich von Berg mit seiner Verstärkung Antwerpen.
Am 4. Oktober konnte Prinz Moritz in Bergen op Zoom Einzug halten. 10.000 Belagerer waren an Krankheiten und in den Gefechten umgekommen, auf der anderen Seite waren es rund 600 Mann.

## Folgen
Die Armee Mansfelds sollte Winterquartier am Rhein nehmen. Am 18. Oktober zog er sich nach Oberyssel zurück, wo er in Deventer den ausstehenden Sold erhielt. Er wechselte anschließend die Rheinseite und fiel im Hochstift Münster ein. Dort eroberte er Meppen (3. November 1621), Cloppenburg und Wildeshausen. Von dort zog er in das neutrale Ostfriesland.